# Arlington, Kentucky
Arlington är en ort i Carlisle County, Kentucky, USA. År 2000 hade staden 395 invånare. Den har enligt United States Census Bureau en area på 1,0 km², allt är land.